# Серебряная камера
Конкурс «Серебряная камера» — регулярный ежегодный конкурс на лучший фоторепортаж о Москве. Проводится Московским домом фотографии. Куратор конкурса Нина Левитина Архитектор конкурса Владимир Ростов

## История
Конкурс учреждён Правительством Москвы и Комитетом по культуре Москвы и проходит под патронатом мэра Ю. М. Лужкова.
Конкурс «Серебряная камера» проводится по трём номинациям:
- «Архитектура»,
- «События и повседневная жизнь»,
- «Лица».

Конкурс является открытым, участие в нём могут принять как профессионалы, так и любители. Правительством Москвы учреждены три премии в каждой номинации, а также специальные призы партнёров и спонсоров конкурса.
Общий призовой фонд на сегодняшний день составляет около 50 тысяч долларов.

## Гран-при, Премия Правительства Москвы
В разные годы лауреатами гран-при в различных номинациях были Владимир Мишуков, Георгий Первов, Владимир Сумовский, Сергей Берменьев, Юлия Бычкова, Илья Кейтельгиссер, Людмила Зинченко, Владимир Вяткин, Саша Ауэрбах, Игорь Маков, Игорь Мухин, Надежда Филатова и Андрей Фиолетов, Александр Абаза и многие другие.

## Итоги конкурса «Серебряная камера 2005»
- «Архитектура Москвы» получил Олег Паршин за серии «Строительство Москва-Сити», «Вид на Москву с дома „Коперник“»
- «События и повседневная жизнь» победила Людмила Зинченко, серия «Площадь Европы»
- «Лица» Владимир Вяткин, серия «Уходящее поколение»

## Итоги конкурса «Серебряная камера 2009»
Гран-при в номинации:
- «Архитектура Москвы» получил Роман Канащук за серию «Москва: 25-й кадр»,
- «События и повседневная жизнь» победил Александр Гронский с серией «Окраина»
- «Лица» лучшим стал Владимир Вяткин, получивший награду сразу за две серии: «Властители музыкальных инструментов» и «Поколение Василия Аксенова» (недоступная ссылка)

## Итоги конкурса «Серебряная камера 2010»
Главные победители, получившие Гран-при:
- в номинации «Архитектура» победил Кирилл Савченков с серией «Пустота»[2],
- В номинации «События и повседневная жизнь» получили Илья Варламов за серию «Беспорядки на Манежной площади»[3] и Андрей Стенин за серию «Манежная площадь. 11 декабря 2010»,
- в номинации «Лица» лучшим стал Роман Какоткин, получивший награду за серию «Герой дня. Крупный план»[4].

## Итоги конкурса «Серебряная камера 2011»
Главные победители, получившие Гран-при:
- В номинации «Архитектура» Гран-при получил: Георгий Первов за «Человеческий пейзаж»,
- в номинации «События и повседневная жизнь» победил Анатолий Белясов,
- в номинации «Лица» победил Владимир Вяткин с серией «„Валькирия“ Рихарда Вагнера в крупных планах американского дирижера Кента Нагано».

## Итоги конкурса «Серебряная камера 2012»
- В номинации «Архитектура» Эдуард Ильин за серию «Архитектурная эстафета».
- в номинации «События и повседневная жизнь» победил Василий Попов с серией «Трудно быть Лениным».
- в номинации «Лица» лучшим стал Владимир Вяткин за серии работ «Поколения Москвы в лицах».